# XVIIe siècle
Ne doit pas être confondu avec XVIIe siècle (revue).
Le XVIIe siècle (ou 17e siècle) commence le 1er janvier 1601 et finit le 31 décembre 1700.
Il s'étend entre les jours juliens 2 305 813,5 et 2 342 337,5,.
En France, les historiens font commencer le XVIIe siècle avec l'assassinat du roi Henri IV en 1610 et le font terminer avec la mort de Louis XIV en 1715.
Le XVIIe siècle est marqué par la naissance de la science moderne avec Galilée, par la guerre de Trente Ans, et par la poursuite de la colonisation européenne des Amériques.

## Généralités datées duXVIIesiècle
- Catégorie « XVIIe siècle »

## Événements

### Afrique

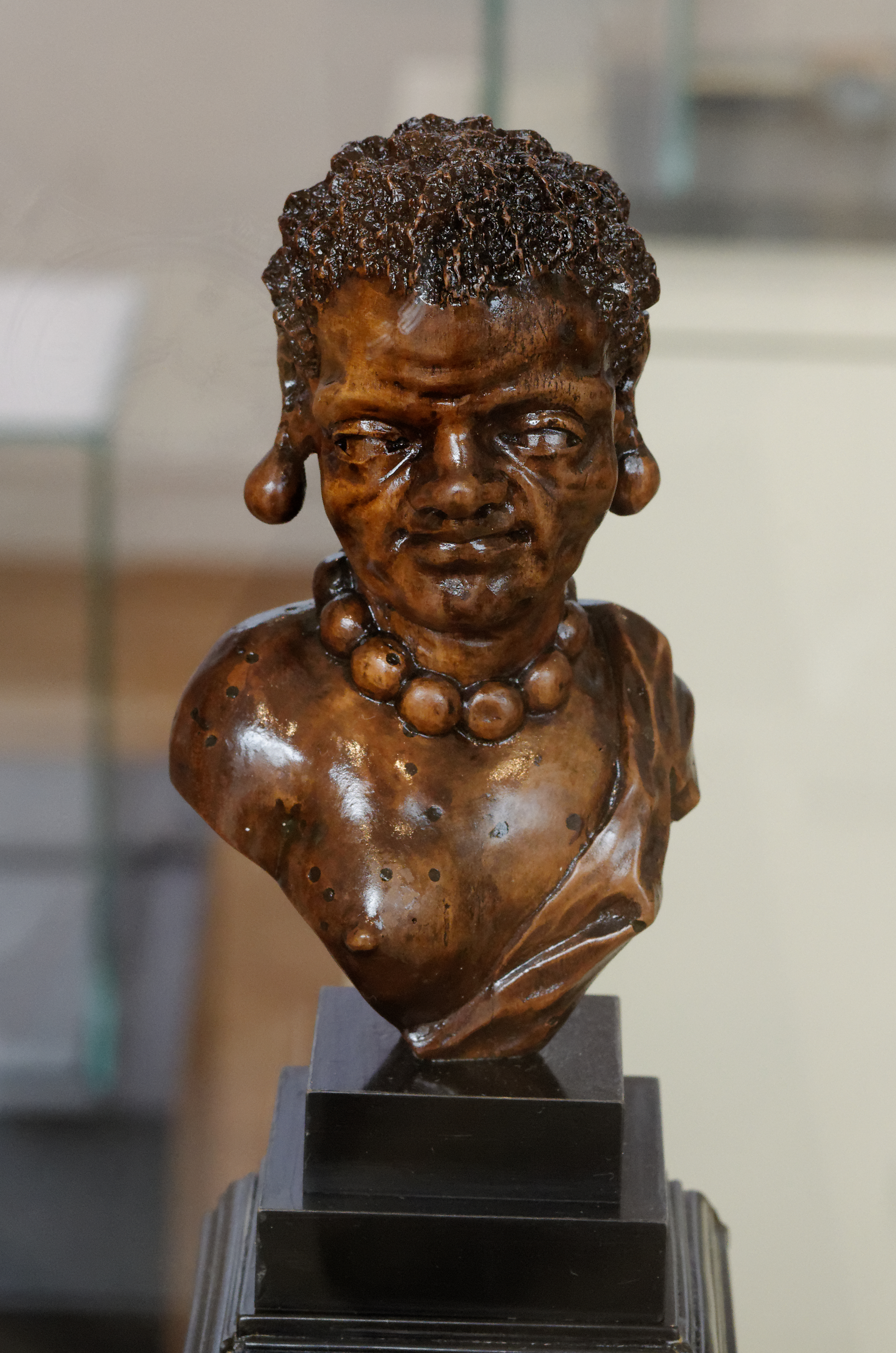
Figurine africaine, Venise, XVIIe siècle.

- Au cours du siècle, 2 à 2,75 millions d’Africains sont déportés vers l’Amérique[3]. 15 000 esclaves par an sont exportés vers le Brésil depuis Luanda et de Benguela en Angola pendant le XVIIe et le XVIIIe siècle. Les Français opèrent surtout sur les côtes sénégalaises et ivoiriennes, tandis que les Anglais se partagent le monopole de la traite au Bénin avec les Français et les Portugais et sur la Côte de l'Or avec les Hollandais.
- Vers 1596-1637 : règne de Sulayman Solong (en), premier sultan du Darfour. Il fonde la dynastie Keira (en) (ou Kayra) qui s’impose au détriment des Toundjour[4].
- Vers 1600-1850 : le commerce des Diakhanké (« les gens de Dia », sur le Niger) prospère de 1600 environ jusqu’au milieu du XIXe siècle, entre Ségou et Sikasso à l’est, le cours supérieur de la Gambie et du Sénégal à l’ouest et le Fouta-Djalon au sud. Ils transportent vers la côte des esclaves, l’or acheté au Bambouk, des tissus de coton fabriqués dans leurs propres villages, de l’ivoire et de la cire, qu’ils échangent avec les produits usuels de la traite avec les Européens. Ils participent également au commerce interafricain : ils fournissent à la Sénégambie des noix de kola, du beurre de karité, du fer et des tissus ; vers le Niger, il ramènent principalement du sel et d’autres tissus[5].
- Vers 1600-1623 : règne du souverain tutsi Ruganzu II Ndori[6]. Il étend le royaume du Rwanda[7].
- 1610-1790 : l'Empire d'Oyo, au sud-est du Nigeria, est à son apogée[8]. Les Yoruba sont parmi les premières victimes de la traite organisée par les Portugais par les ports de Badagry et Porto-Novo. Soumis et razziés par leurs voisins aux XVIe et XVIIe siècles, ils parviennent à s’organiser et combattent victorieusement les Dahoméens à qui ils imposent tribut pendant plus d’un siècle[9] (1738-1850)[10]. Le pouvoir de l'Empire d'Oyo appartient à un sénat de notables (Ogboni) qui peut mettre fin aux fonctions de l’alaafin en lui prescrivant le suicide[11]. Les cités ont une large autonomie.
- 1613-1702 : dynastie des Mouradites à Tunis[12].
- 1635-1665 : apogée du royaume du Baguirmi sous le règne du mbang Bourkoumanda, qui s'empare du Borkou[9]. La puissance du Baguirmi, territoire musulman qui a conservé des coutumes pré-islamiques, continue de croître au cours du siècle. Les royaumes du Soudan Tchadien, (Kanem-Bornou, Baguirmi, Ouaddaï) ont des cours nombreuses. Les prétendants éventuels au trône sont éborgnés ou aveuglés. Les guerres s’accompagnent de razzias d’esclaves[13].
- 1652 : fondation de la colonie du Cap[14].
- Vers 1669-1674 : paroxysme de la « guerre des marabouts » au Sénégal. Un grand nombre de Peul se convertissent à l’Islam au cours du siècle. Une série de guerres saintes ébranle dynastie des Denianké au Fouta-Toro et conduit à la fondation du royaume théocratique du Boundou par le marabout Malick Sy[15].
- 1679 : la compagnie du Sénégal créée en 1673 par des marchands Dieppois et Rouennais obtient le monopole de la traite après avoir fondé les comptoirs de Saint-Louis du Sénégal (1659) et de l’île de Gorée (1677)[16].
- XVIIe : 
  - au début du siècle, les cités haoussa dominées d’une part par le Songhaï, d’autre part par le Kebbi reprennent leur indépendance suite la décadence du Songhaï occupé par les Marocains. Longtemps réfractaires à l’Islam, ces cités se libèrent de la tutelle du Kebbi et repoussent les attaques du Bornou[9].
  - les Zarmas se stabilisent dans la région du Dallol Bosso et autour de Bosso[17],[18].
  - à la fin du siècle les Peuls du Macina occupent le Fouta Djalon puis immigrent vers l’est dans la région de Dori au nord du royaume Gourma[19].

#### Madagascar
- 1643 : colonie de Fort-Dauphin à Madagascar[20].
- Vers la fin du XVIe siècle ou au début du XVIIe siècle, le souverain Maroserana Andriamandazoala s’installe à Bengui, entre le fleuve Mangoky et la rivière Sakalave. Son fils Andriamisara fonde la dynastie Sakalava qui règne à l’ouest et au nord de l’île. Son successeur Andriandahifotsy, qui règne au milieu du siècle, fonde le royaume du Menabe et sa capitale Maneva, près de Mahabo[9].
- Sur le littoral sud de l'île se trouvent plusieurs royaumes et plusieurs peuples qui jouent un rôle secondaire : les Antambahoaka, les Antemoro, les Antaisaka, les Antanosy, les Antandroy, les Mahafali et les Vézos.
- Au centre, s’étendent deux peuples puissants : les Betsileos, entre le Menabe et l’Antemoro ; les Mérinas, entre le Betsimisaraka et le Menabe. Le premier royaume betsileo est celui de Lalangina, fondé par le roi Rahasananarivo autour de la ville de Mitogoa. Chassé par son fils, Rahasananarivo fonde le royaume d’Arindrano au sud de Lalangina. Au début du siècle, le roi du Mérina Ralambo, fils d’Andriamanato, étend la puissance des Hova vers le nord et repousse victorieusement les Sihanaka et les Bezanozano. Ralambo organise ses conquêtes et donne à son pays le nom d’Imerina Ambaniandro. Après un long règne, son fils Andrianjaka lui succède et étend son domaine vers le nord où il fonde la ville de Tananarive, à proximité de marais qui sont transformés en rizières (1610-1630). Son fils Andriantsitakatrandriana (en) (1630-1650), puis son petit-fils Andriantsimitoviaminandriandehibe (1650-1670) mettent en valeur la région d’où sont tirés les principales ressources agricoles du royaume[9],[21].

### Amérique
- 1600-1900 : cinquième période Pueblo en Amérique du Nord[22].
- 1607 : création de la colonie de Virginie[23].
- 1608 : fondation de Québec[24].
- 1630-1654: la Compagnie néerlandaise des Indes occidentales occupe la Nouvelle-Hollande au Brésil[25].
- 1630 : fondation de Boston et colonisation de la baie du Massachusetts[25].
- 1641-1645, 1650-1653, 1660-1667, 1684-1696: guerres franco-iroquoises[26].
- 1642 : fondation de Ville-Marie, l'actuelle ville de Montréal au Canada[25].
- 1690-1697 : première guerre intercoloniale[27].

### Asie et Pacifique
- 1602 : fondation de la compagnie néerlandaise des Indes orientales. Elle s'installe à Amboine en 1605, fonde Batavia à Java puis supplante définitivement les Portugais en Insulinde en s'emparant de Malacca en 1641[29].
- 1603 : début de l’Époque d’Edo au Japon (fin en 1867)[30].
- 1603–1612 : deuxième guerre turco–séfévide[31].
- 1605-1627, mission jésuite auprès de Jahangir en Inde.
- 1606 : Willem Janszoon aborde en Australie[32].
- 1607-1636 : règne du sultan d’Atjeh Iskandar Muda. Il instaure un monopole sur le commerce du poivre. Il étend son influence sur une grande partie de la péninsule malaise[33].
- 1623-1639 : troisième guerre turco–séfévide[34].
- 1642 : découverte de la Tasmanie et de la Nouvelle-Zélande par les Européens[35].
- 1644 : début de la dynastie Qing en Chine (fin en 1912).

- Le mouvement intellectuel Silhak se développe en Corée (période Chosŏn) au cours du siècle[36].

### Europe
L'Europe du XVIIe siècle est le théâtre de nombreux conflits, notamment entre catholiques et protestants et entre les puissances coloniales :
- 1602 : l’Escalade. Échec d’une attaque savoyarde contre Genève[37].
- 1605-1618 : guerre polono-russe[38].
- 1618-1648 : guerre de Trente Ans. Une suite de conflits religieux puis politiques déchirent l'Europe centrale (Saint Empire, France et Autriche). Elle se termine par la signature des traités de Westphalie (1648). Plusieurs conflits y sont sous-jacents.
- 1620-1621 : guerre polono-turque[39].
- 1626-1629 : guerre entre la Pologne et la Suède[40].
- 1628-1631 : guerre de Succession de Mantoue[41].
- 1635-1659 : guerre franco-espagnole[42].
- 1639-1651 : guerres des Trois Royaumes en Grande-Bretagne[43].
- 1640-1668 : guerre de Restauration au Portugal[44].
- 1643-1645 : guerre de Torstenson entre la Suède et le Danemark[45].
- 1645-1669 : guerre de Candie[46].
- 1652-1674 : les guerres anglo-néerlandaises opposent en trois occasions l'Angleterre aux Provinces-Unies (flanquées de leurs alliés momentanés). Première (1652-54); seconde (1665-67); troisième, sous-jacente à la guerre de Hollande (1672-74).
- 1653 : guerre des paysans en Suisse[47].
- 1654-1660 : guerre anglo-espagnole[48].
- 1655-1660 : le Déluge ; la Suède envahit la Pologne-Lituanie[49]. Première guerre du Nord ; la Russie (1656), puis le Brandebourg-Prusse, le Danemark et l'Empire (1657) se tournent contre la Suède[50].
- 1667-1668 : la guerre de Dévolution oppose la France à l'Espagne, sous les regards inquiets de l'Angleterre, des Provinces-Unies et de la Suède. Elle se termine par la signature du traité d'Aix-la-Chapelle[41].
- 1672-1678 : la guerre de Hollande oppose les Provinces-Unies (alignée plus tard de l'Espagne, du Brandebourg, du Danemark et du Saint-Empire) à la France, l'Angleterre, l'archevêché de Münster et la Suède.
- 1688-1697 : la guerre de la Ligue d'Augsbourg oppose la France et les jacobites écossais à l'Angleterre, les Provinces-Unies, la Suède, l'Espagne, le Saint-Empire, le duché de Savoie.
- 1683-1699 : la guerre austro-turque oppose l'Empire ottoman à la Monarchie des Habsbourg, alliée de la Pologne, de la Bavière, de la Saxe et des cercles de Souabe et de Franconie, rejoints en 1684 par les États pontificaux, Venise, la Toscane, Gênes, l'Espagne, le Portugal et la Savoie, ces États formant une Sainte-Ligue.

- 1582-1702 : « Siècle d'or néerlandais », forte période de croissance économique, commerciale, militaire et culturelle des Provinces-Unies après l'Union d'Utrecht et à l’issue de la guerre de Quatre-Vingts Ans[51]. Constitution d'un empire colonial.
- 1598-1613 : temps des troubles en Russie[52].
- 1598-1700 : déclin de la puissance espagnole sous les règnes de  Philippe III (1598-1621), Philippe IV (1621-1665), Charles II (1665-1700)[53]. Fin du siècle d'or espagnol.
- 1610-1643 : règne en France de Louis XIII après la mort d'Henri IV ; il  est marqué par la régence de Marie de Médicis jusqu'en 1617 et la figure du Cardinal de Richelieu jusqu'en 1642.
- 1611-1718 : époque dite de « Grande puissance » ou « ère de grandeur » de la Suède[54].
- 1643-1715 : règne de Louis XIV, marqué au début par la régence d'Anne d'Autriche et du Cardinal Mazarin et la Fronde de 1648 à 1653, dernière guerre menée contre le roi de France par les Grands du royaume. En 1661 le début du règne personnel de Louis XIV marque l'apogée de la monarchie absolue, avec la construction du Château de Versailles et la Révocation de l'édit de Nantes en 1685. Le roi  prend des initiatives visant à unifier le droit en France : l'ordonnance de 1673 sur le commerce de terre fonde le code du commerce ; l'édit de Saint-Germain-en-Laye de 1679 rend obligatoire un enseignement du droit français dans les facultés de droit, et crée des « professeurs de droit français » dans les universités du royaume. Il lance avec Jean-Baptiste Colbert une politique visant à développer le commerce (mercantilisme) et fonde plusieurs grandes manufactures royales : manufacture nationale de Sèvres (porcelaine), manufacture de Beauvais (tapisserie), manufacture des glaces (devenue Saint-Gobain).
- 1648–1657 : le soulèvement de Khmelnytsky en Ukraine provoque le « Déluge », une série de conflits qui affaiblit la république des Deux Nations. Début de l'âge du fer en Pologne-Lituanie (1648-1697)[55].
- 1649–1660 : Commonwealth d'Angleterre.
- 1657 : crise du Jansénisme en France[56].
- 1660-1688 : Restauration anglaise.
- 1688-1689 :  Glorieuse Révolution en Angleterre[57]. En 1689, la Déclaration des droits marque la fondation de la monarchie parlementaire britannique[58].
- Dans l’Empire, les conditions de vie des paysans s’améliorent au XVIe – XVIIe siècle. La corvée s’alourdit dans les territoires héréditaires des Habsbourg, sauf au Tyrol, où elle n’existe pas. Les paysans sont en plus soumis à l’impôt « rustique » dû au roi pour les besoins de la guerre. Des mesures sont prises pour les protéger : dans la partie de la terre confiée aux paysans en censive (Rustikalland) apparaît un système de baux emphytéotiques de longue durée, qui leur garantissent la jouissance de la tenure. Des grands domaines se forment ou s’accroissent, soit par l’achat de propriétés plus petites ou de bien de couronne, soit par la conquête des terres incultes. C'est la « terre domaniale » (Dominikalland), dont la partie mise en valeur par les corvées des paysans devient la réserve. Les seigneurs obligent leur tenanciers à leur céder leurs surplus en exclusivité, qui revendus sur le marché leur procure du numéraire. Ils jouissent également du monopole des alcools pour les tavernes, des brasseries et des moulins et développent souvent des industries rurales sur leurs domaines : tissage, fabriques de papier, sucreries, briqueteries. L’assolement triennal se généralise. La culture du maïs et du tabac est introduite. La viticulture se maintient jusqu’à la guerre de Trente Ans, pendant laquelle la Bavière, ennemie des Habsbourg, interdit les importations de vins autrichiens et développe la consommation de bière[59].
- En Pologne, les jésuites construisent des églises baroques ou rococo, les nobles font bâtir des hôtels influencés par l’art italien ou français. La société polonaise de la Contre-Réforme invente une forme d’art spécifique, le baroque sarmate. Les nobles prétendent descendre des Sarmates, qui auraient dominé les Slaves et donné naissance à la szlachta. La mode du Sarmatisme envahit l’habillement, la coupe de cheveux (le crâne rasé, avec une tresse), la vie quotidienne, les rituels funèbres (portraits peints sur les cercueils). Un nouveau genre littéraire célèbre les hauts faits de ces Sarmates[60].

## Personnages significatifs

### Politiques

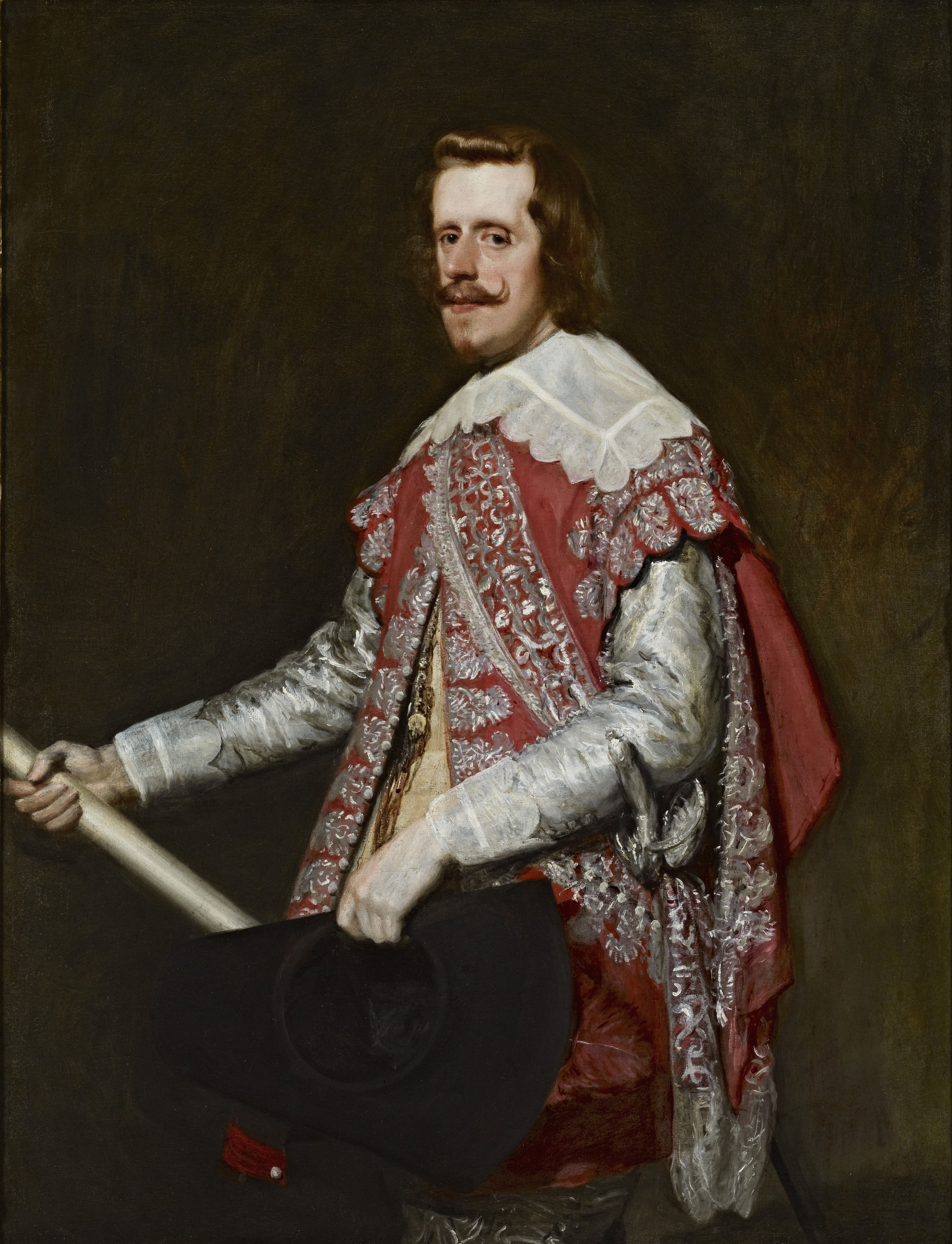
Philippe IV
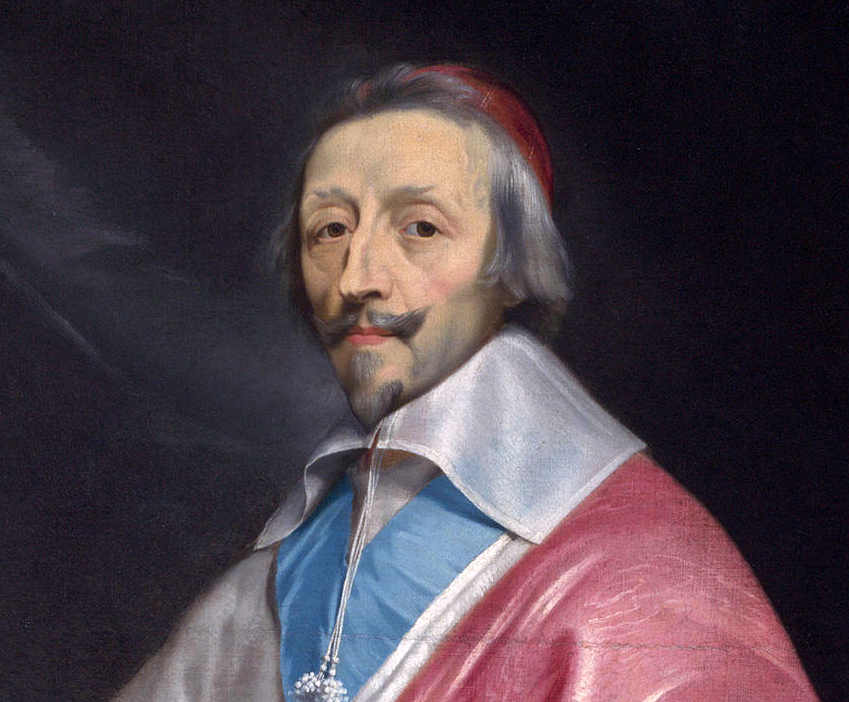
cardinal de Richelieu
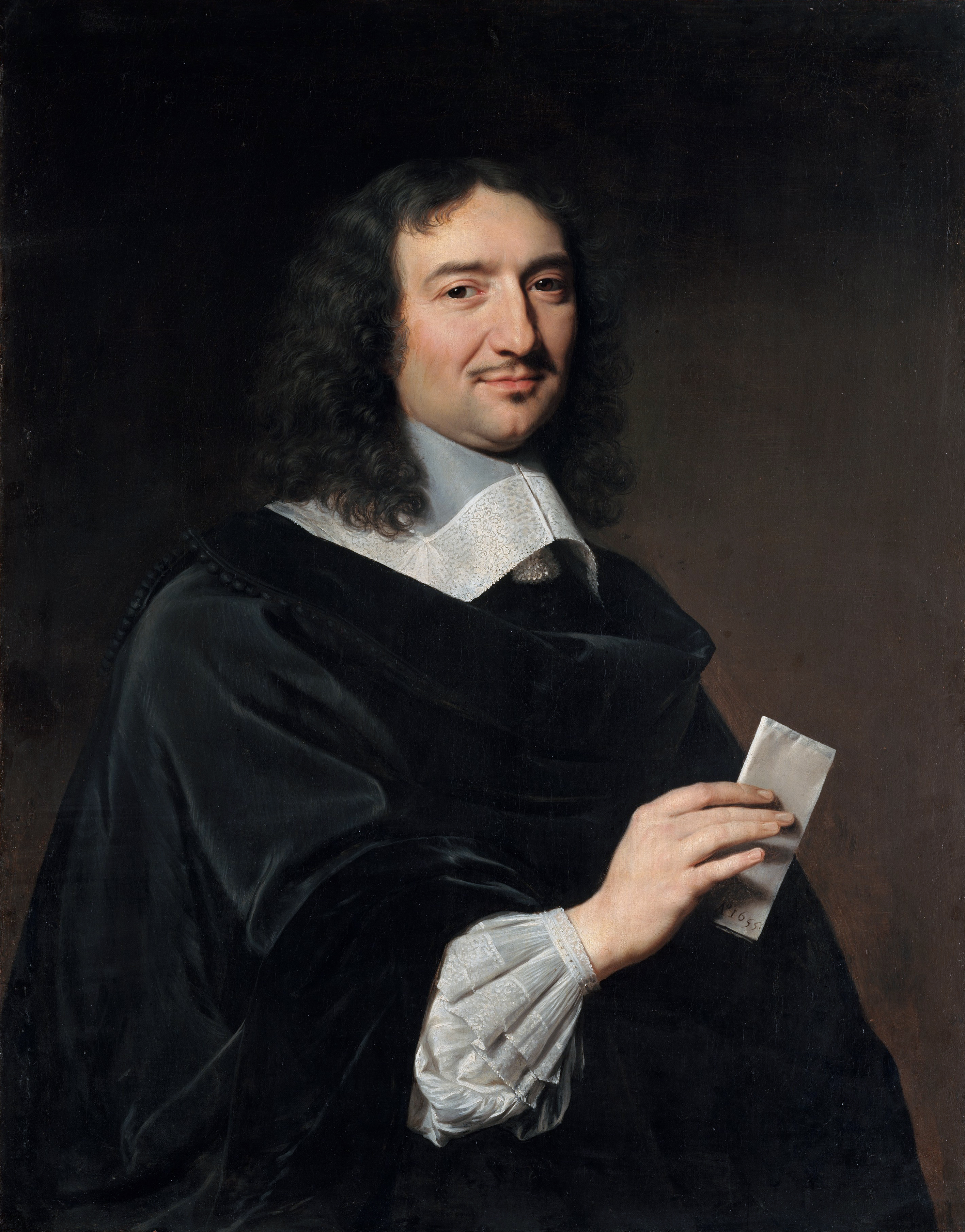
Jean-Baptiste Colbert
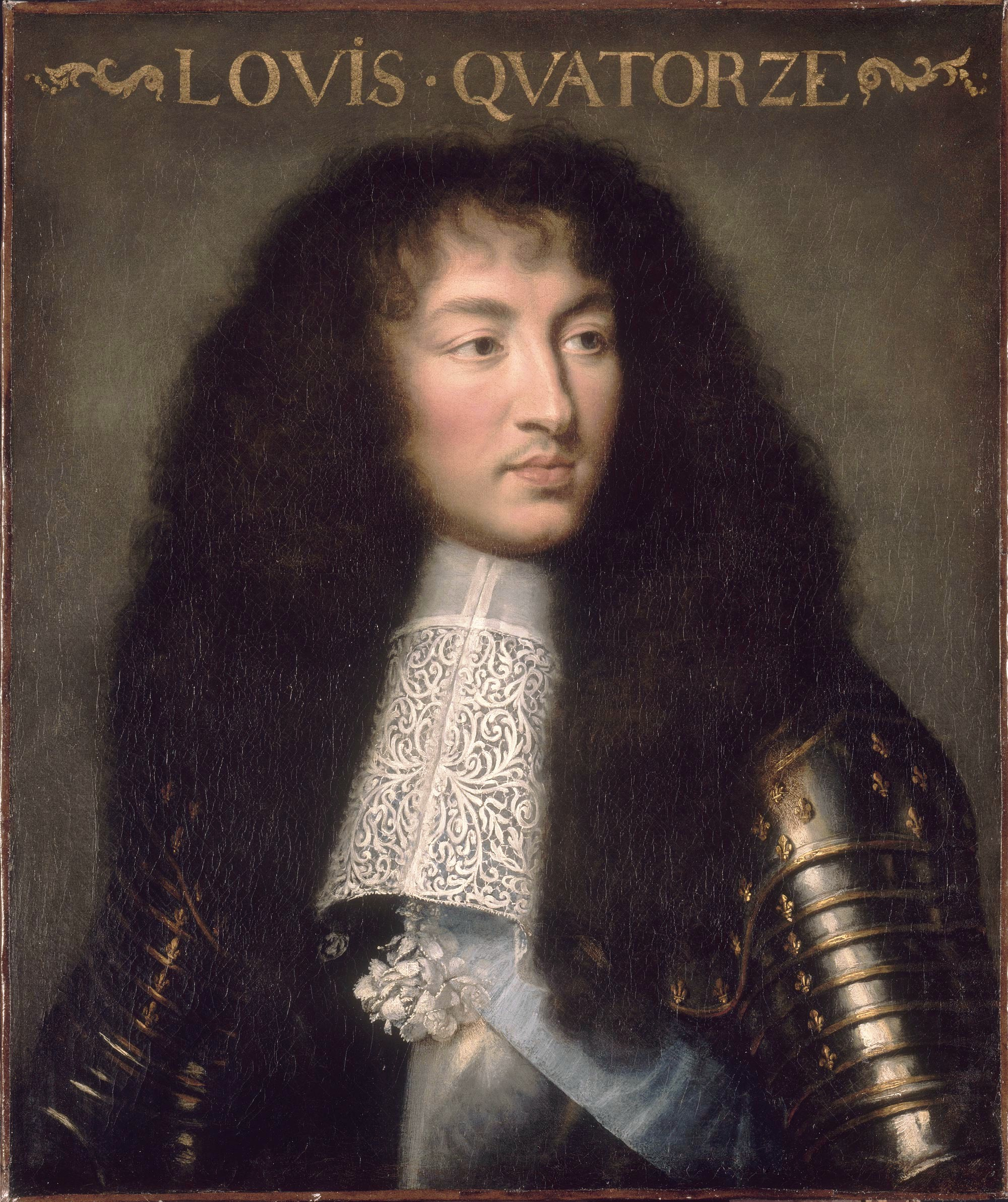
Louis XIV
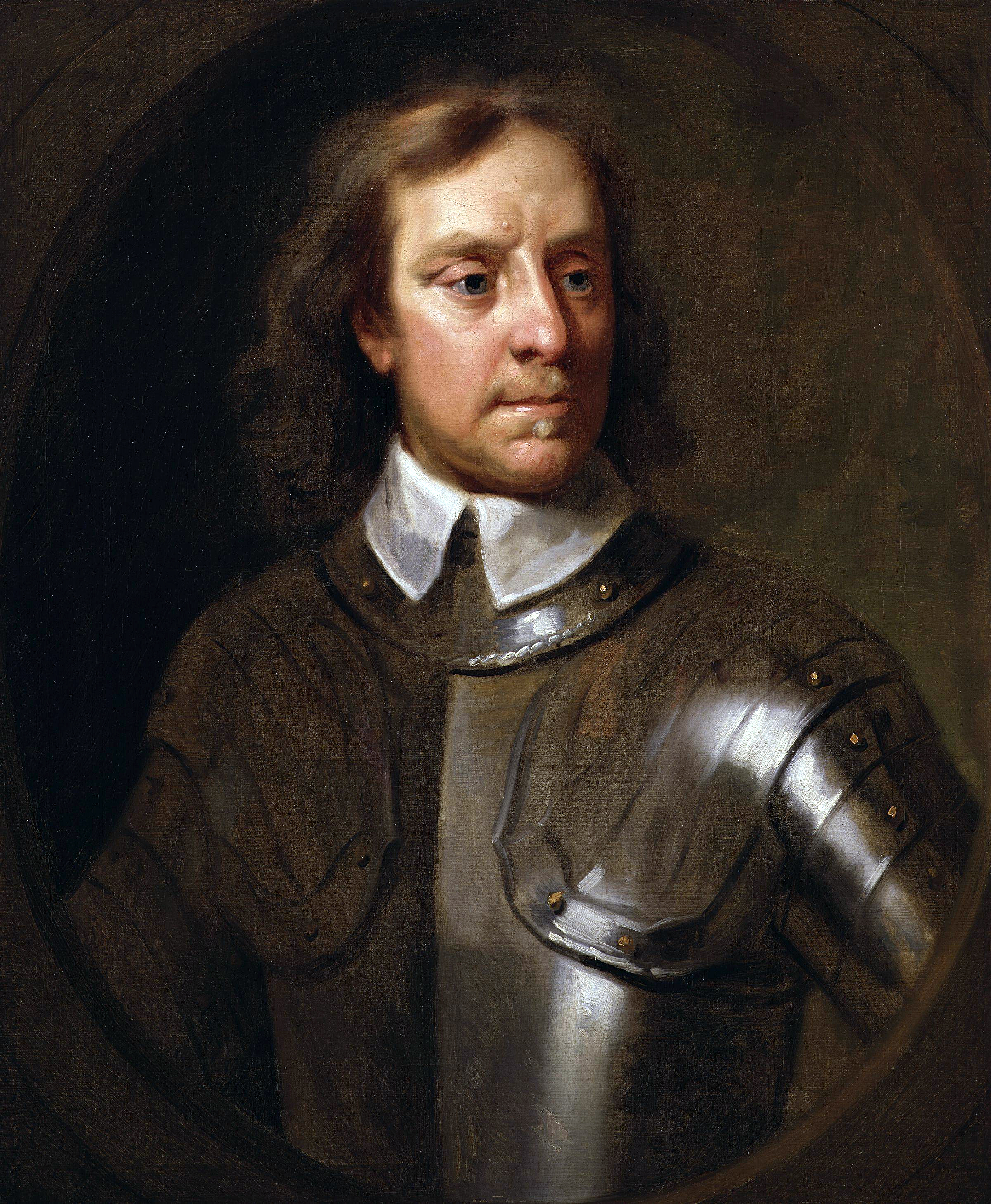
Oliver Cromwell

- Johan van Oldenbarnevelt (1547 - 1619), grand avocat des États de Hollande incarnant les rébellions néerlandaises après la mort de Guillaume d'Orange, il contribue durablement à l'édification de l'armature politique des Provinces-Unies et aux négociations de paix avec l'Espagne (1609-1621) ;
- Marie de Médicis (1575 - 1642), reine puis régente de France ;
- Le cardinal de Richelieu (Paris, 1585 - id., 1642) (Armand-Jean du Plessis, dit Richelieu), évêque de Luçon, cardinal-duc de Richelieu. Protégé de Marie de Médicis puis principal ministre de Louis XIII. Il est considéré comme un des fondateurs de l'État moderne en France.
- Oliver Cromwell (1599 - 1658), Lord protecteur du Commonwealth d'Angleterre, d'Écosse et d'Irlande de 1653 à 1658, accédant au pouvoir à la suite de la Révolution anglaise ;
- Louis XIII (1601 - 1643), roi de France pose les bases de l'absolutisme en France avec son ministre Richelieu.
- Anne d'Autriche (1601 - 1666), reine puis régente de France.
- Mazarin (1602 - 1661), homme politique.
- Turenne (1611-1675), de son vrai nom Henry de la Tour d'Auvergne-Bouillon, vicomte de Turenne. Maréchal de France et un des plus grands généraux français. Il est un des précurseurs de certaines tactiques militaires utilisées par Napoléon. Il sera d'ailleurs extrêmement valorisé par celui-ci.
- Colbert (1619 - 1683), contrôleur général des finances, ministre de la Marine, de la Maison du Roi, des Manufactures et des Arts de Louis XIV.
- Johan de Witt (1625 - 1672), mathématicien et grand pensionnaire de Hollande aux États généraux, tête dirigeante de la république des Provinces-Unies de 1653 à 1672, il mène de front les guerres anglo-néerlandaises ;
- Charles II d'Angleterre (1630 - 1685), fils de Charles Ier d'Angleterre, accédant au trône anglais lors de la Restauration de la monarchie en 1660 ;
- Louis XIV (Saint-Germain-en-Laye, 1638 - Versailles, 1715), roi de France, symbole de l'absolutisme en France.
- Louvois (1641 - 1691), ministre de la Guerre de Louis XIV.
- Guillaume III (1650 - 1702), stathouder de cinq des sept provinces néerlandaises puis instigateur de la Glorieuse Révolution anglaise, il mène l'invasion néerlandaise de 1688 - 1689 qui le couronne roi-consort d'Angleterre et d'Écosse aux côtés de Marie Stuart, son épouse ;
- Philippe IV d'Espagne (1605 - 1665), roi de Espagne;
- Gaspar de Guzmán, comte d'Olivares (1587 - 1645), ministre et favori royal espagnol;
- Pierre le Grand (1672 - 1725), tsar et empereur russe.

### Écrivains et Dramaturges
- Miguel de Cervantes (1547 - 1616), écrivain espagnol.
- Lope de Vega (1562 - 1635), dramaturge espagnol.
- William Shakespeare (1564 - 1616), dramaturge, poète et écrivain anglais.
- Francisco de Quevedo (1580 - 1645), écrivain espagnol.
- Joost van den Vondel (1587-1679), écrivain, poète et dramaturge hollandais.
- Pedro Calderón de la Barca (1600 - 1681), poète et dramaturge espagnol.
- Pierre Corneille (1606 - 1684), auteur dramatique français.
- Jean de La Fontaine (1621 - 1695), fabuliste, poète et moraliste français.
- Molière (1622 -  1673) (Jean-Baptiste Poquelin), dramaturge et comédien français.
- Madame de Sévigné (1626 - 1696), épistolière et écrivaine française.
- Charles Perrault (1628 - 1703), poète et moraliste français.
- Racine (1639 - 1699), dramaturge français.
- Matsuo Bashō (1644 - 1694), poète japonais.
- La Bruyère (1645 - 1696), moraliste français.

Voir :
- Écrivains français nés au XVIIe siècle
- Écrivains italiens nés au XVIIe siècle
- « Une corneille perchée sur une racine de la bruyère boit l'eau de la fontaine Molière » expression mnémotechnique pour se souvenir des grands écrivains du XVIIe siècle.

### Philosophes

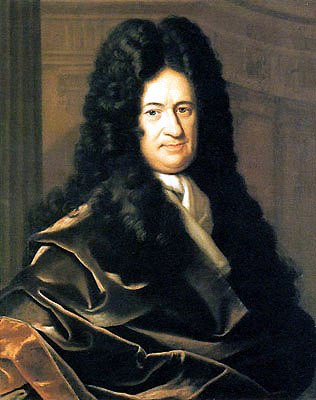
Gottfried Wilhelm Leibniz, savant polymathe, notamment philosophe et mathématicien, s'intéresse à quasiment tous les domaines de son temps.

- Francis Bacon (1561 - 1626), philosophe anglais,
- Hugo Grotius (Hugo de Groot) (1583 - 1645), philosophe politique et théologique néerlandais,
- Thomas Hobbes (1588 - 1679), philosophe politique anglais,
- Marin Mersenne (1588 - 1648), moine, philosophe et mathématicien français, ami proche de Descartes, s'oppose fermement à la Kabbale chrétienne dans ses Questions sur la Genèse (1623),
- René Descartes (1596 - 1650), philosophe, mathématicien et physicien français,
- Blaise Pascal (1623 - 1662), philosophe, mathématicien et physicien français,
- John Locke (1632 - 1704), philosophe politique anglais,
- Baruch Spinoza (1632 - 1677), philosophe néerlandais,
- Gottfried Wilhelm Leibniz (1646 - 1716), philosophe, scientifique, mathématicien, logicien, diplomate, juriste, bibliothécaire et philologue allemand.

### Linguistes
Grammairiens :
- Claude Favre de Vaugelas (1585 - 1650) ;
- Gilles Ménage (grammairien) (1613 - 1692) ;
- Dominique Bouhours (1628 - 1702).

### Architectes
- Louis Le Vau (1612 - 1670), sculpteur français,
- François Mansart (1598 - 1666), architecte français,
- Francesco Borromini (1599 - 1667) Architecte italien
- Sébastien Le Prestre de Vauban (1633 - 1707), ingénieur et architecte militaire français,
- André Le Nôtre (1613 - 1700), architecte paysagiste français.
- Jules Hardouin-Mansart (1646 - 1708), architecte français.

### Scientifiques
- Johannes Kepler (1571-1630), astronome allemand, célèbre pour avoir découvert la trajectoire elliptique des planètes
- Galilée (Pise, Italie, 1564 - Arcetri, Italie, 1642), physicien et astronome italien, auteur du Dialogue sur les deux grands systèmes du monde (1632) et fondateur de la physique moderne.
- René Descartes (La Sibyllière, Indre-et-Loire, 1596 - Stockholm, 1650), philosophe français
- Christian Huygens (1629 — 1695), mathématicien, astronome et physicien néerlandais. Il est généralement associé à la révolution scientifique
- Antoni van Leeuwenhoek, scientifique amateur néerlandais ayant mis au point le microscope et décrivant ainsi pour la première fois l'existence des bactéries, des spermatozoïdes et des globules rouges sanguines
- Marcello Malpighi (Crevalcore, 1628 - Rome, 1694) médecin, inventeur de l'histologie
- Isaac Newton (Woolsthorpe, Lincolnshire, 1642 - Londres, 1727), mathématicien, physicien et astronome britannique, auteur des Philosophiae Naturalis Principia Mathematica, qui exposent la théorie de la gravitation universelle.
- Blaise Pascal (Clermont-Ferrand, 1623 - Paris, 1662), philosophe, mathématicien et physicien français.
- Simon Stevin (1548 - 1620), mathématicien et ingénieur flamand
- Gottfried Wilhelm Leibniz (1646 - 1716), philosophe, scientifique, mathématicien, logicien, diplomate, juriste, bibliothécaire et philologue allemand
- Pierre de Fermat, (1601 – 1665), mathématicien français.
- Robert Hooke (1635 - 1703) scientifique et philosophe qui apportera des améliorations dans les domaines de l'architecture, de la microbiologie, de l'optique, de l'astronomie, de la mécanique, de la météorologie et même de la paléontologie. Auteur de Micrographia, principal recueil de ses decouvertes.

### Peintres
- Le Caravage (1571 - 1610), peintre italien, pionnier de la technique du clair-obscur,
- Peter Paul Rubens (1577 - 1640), peintre flamand,
- Antoine van Dyck (1599 - 1641), peintre flamand,
- Frans Hals (1581 ? - 1666), peintre néerlandais,
- Georges de La Tour (1593 - 1652), peintre lorrain,
- Nicolas Poussin (1594 - 1665), peintre français,
- Le Bernin (1598 - 1680, sculpteur, peintre et architecte italien,
- Velázquez (1599 - 1660), peintre espagnol,
- Claude Gellée (ca 1600 - 1682), peintre lorrain,
- Philippe de Champaigne (1602 - 1674), peintre français,
- Rembrandt (1606 - 1669), peintre néerlandais,
- Pierre Mignard (ca 1612 - 1696), peintre français,
- Bartolomé Esteban Murillo (1617 - 1682), peintre espagnol.
- Charles Le Brun (1619 - 1690), décorateur français,
- José de Ribera (1591 - 1652), peintre espagnol,
- Ruysdael (1628 - 1682), paysagiste néerlandais,
- Juan de Valdés Leal (1622 - 1690), peintre espagnol,
- Vermeer (1632 - 1675), peintre néerlandais,
- Francisco de Zurbaran (1598 - 1664), peintre espagnol,
- Artemisia Gentileschi (1593 - 1656) peintre italienne

Voir aussi :
- Peintres italiens du XVIIe siècle
- Peintres français du XVIIe siècle

### Musiciens
- Claudio Monteverdi (1567 - 1643), compositeur italien,
- Heinrich Schütz (1585 - 1672), compositeur allemand,
- Jean-Baptiste Lully (1632 - 1687), compositeur français d'origine italienne,
- Marc-Antoine Charpentier (1643 - 1704), compositeur français,
- Arcangelo Corelli (1653 - 1713), violoniste et compositeur italien.
- Johann Pachelbel (1653 – 1706), compositeur allemand,
- Henry Purcell (1659 - 1695), compositeur anglais.
- Antonio Vivaldi (1678 - 1741), violoniste et compositeur de musique italien.

Voir aussi :
- Compositeurs français du XVIIe siècle

### Religieux
- Saint Jean Eudes (1601-1680),  prêtre français oratorien, fondateur de la Congrégation de Jésus et Marie et de l'Ordre de Notre-Dame de Charité
- Jacobus Arminius (1560-1609), théologien néerlandais
- Vincent de Paul (1581 - 1660), religieux français,
- Bossuet (1627 - 1704), homme d'Église, prédicateur et écrivain français.
- Pierre de Bérulle (1545 - 1629), homme d'Église, représentant majeur de l'École française de spiritualité, fondateur de la Société de l'Oratoire de Jésus
- Juana Inés de la Cruz (1648 - 1695) religieuse catholique hiéronymite, poétesse et dramaturge de la Nouvelle-Espagne.
- Marie de l'Incarnation, (1599 - 1672), mystique ursuline et missionnaire catholique fondatrice des ursulines de la Nouvelle-France. Elle fonda également le premier couvent d’enseignement féminin en Amérique.

## Inventions, découvertes, introductions
Voir : 
- Inventions au XVIIe siècle
- Inventions françaises au XVIIe siècle

### Astronomie
- 1608 : Invention de la lunette d'approche (grossissement 3 fois) en Hollande vers 1608 ; l'invention de la lunette d'approche est difficile à attribuer, car plusieurs personnes cherchèrent à en obtenir le brevet : Hans Lippershey, Jacques Metius et Zacharias Janssen.
- 1609 : première et deuxième lois de Kepler sur les trajectoires des planètes
- 1609 : Perfectionnement de la lunette d'approche par Galilée (grossissement 6 fois), qui fut le premier à l'utiliser pour observer des objets célestes ; on parle alors de lunette astronomique.

### Physique
- Travaux de Blaise Pascal sur la pression atmosphérique.
- 1643 : invention du baromètre à mercure par Evangelista Torricelli.
- 1676 : la vitesse de la lumière est mesurée pour la première fois par l'astronome danois Ole Christensen Rømer.
- 1687 : Isaac Newton énonce la loi de la gravitation universelle.

### Mathématiques
- 1642 : Invention de la machine à calculer par Blaise Pascal.
- Invention du calcul infinitésimal par Newton et Leibniz
- Travaux en logique et analyse infinitésimale par Leibniz

### Explorations
- Explorations au XVIIe siècle

### Médecine
- Invention du forceps.
- Premier thermomètre médical en 1626.

### Transports
- 1602 : premiers rails, dans des mines de la région de Newcastle.
- 1620 : premier sous-marin de l'époque moderne.
- 1620 : premiers taxis.

## Arts et culture

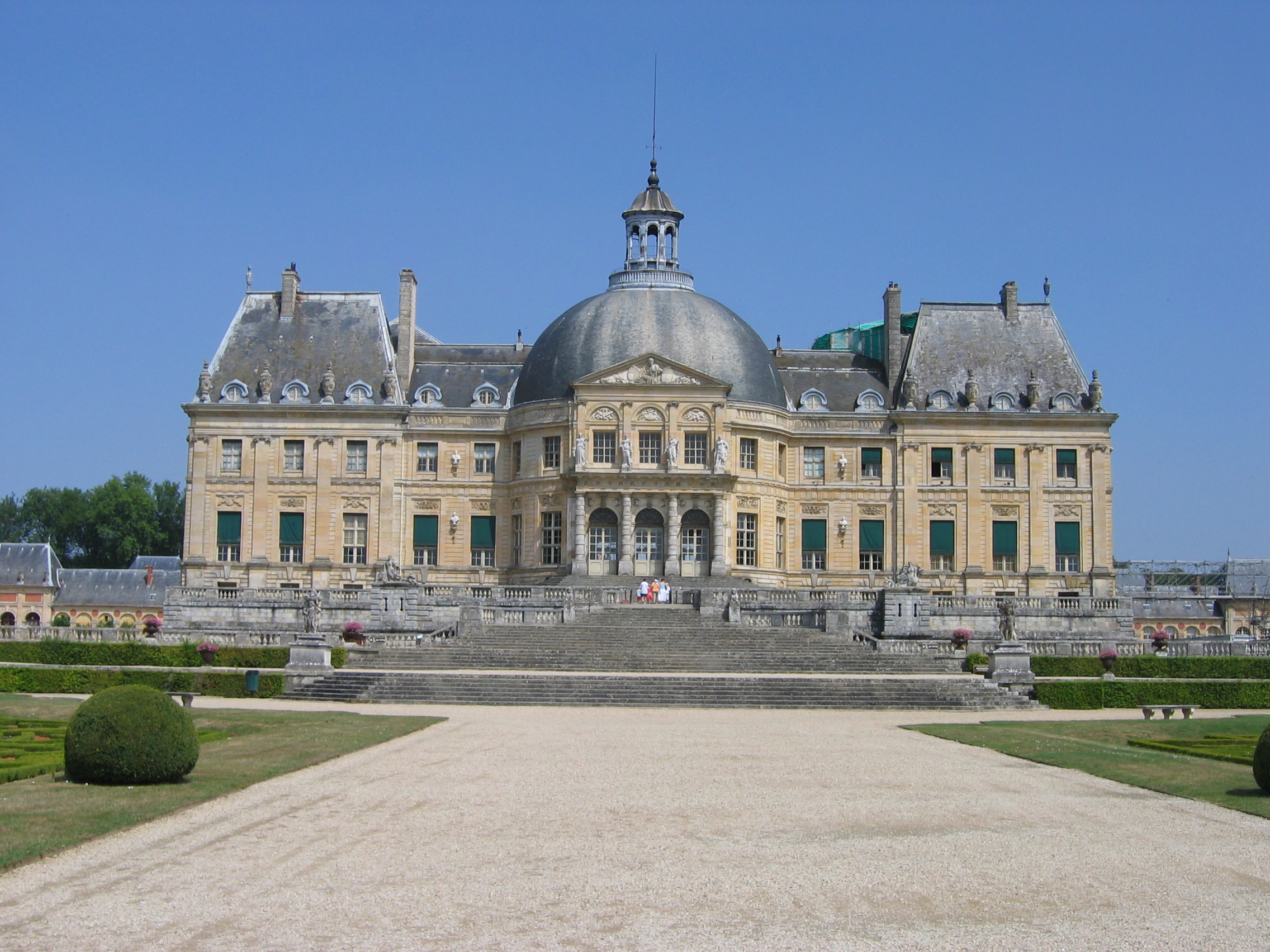
Façade du château de Vaux-le-Vicomte.

- Siècle d'or espagnol
- Siècle d'or néerlandais
- Grand Siècle

### Littérature
- Littérature française du XVIIe siècle
- Littérature espagnole baroque
- Littérature néerlandaise au XVIIe et au XVIIIe siècle

### Architecture
- Deux styles coexistent et se confondent souvent en Europe :
  - Art baroque.
  - Art classique.

La dichotomie entre de ces deux termes demeure floue et est de plus en plus réfutée par les historiens de l'architecture.
- Palais et châteaux : 
  - Château de Maisons, François Mansart
  - Château de Versailles, Louis Le Vau et Jules Hardouin-Mansart
  - Château de Vaux-le-Vicomte, Louis Le Vau
  - Cour carrée du Louvre, Louis Le Vau
  - Colonnade du Louvre, Claude Perrault
  - Palais Barberini, Rome
  - Palais Carignan, Turin
- Églises :
  - Église du Val-de-Grâce, Paris
  - Les Invalides, Paris
  - Église Sainte-Agnès-en-Agone, Rome
  - Sant'Ivo alla Sapienza, Rome
  - San Carlo alle Quattro Fontane, Rome
  - Colonnade du Bernin, Rome
- Jardins: André Le Nôtre

### Peinture
Représentants : 
- Simon Vouet, les Frères Le Nain, Georges de La Tour, Nicolas Poussin, Claude Lorrain, Charles Le Brun en France ;
- Annibale Carrache, Le Caravage, Artemisia Gentileschi, Le Dominiquin, Guido Reni, Le Guerchin, Pierre de Cortone, Luca Giordano, Salvatore Rosa en Italie ;
- Le Greco, Francisco de Zurbarán, José de Ribera, Diego Vélasquez, Bartolomé Esteban Murillo pour l'Espagne ;
- Rubens, Jan Brueghel l'Ancien, Antoine van Dyck, Jacob Jordaens, David II Teniers en Flandre (voir Peinture baroque flamande) ;
- Rembrandt, Frans Hals, Vermeer en Hollande.

### Musique
- Principaux représentants de la musique baroque : Jean-Baptiste Lully, Marc-Antoine Charpentier, Marin Marais, François Couperin, Heinrich Schütz, Claudio Monteverdi, Gregorio Allegri, Arcangelo Corelli.
- Voir aussi : XVIIe siècle en musique